# Положительный оператор (гильбертово пространство)
Положительный оператор в гильбертовом пространстве — линейный оператор {\displaystyle A} такой, что {\displaystyle (Ax,x)\geq 0} для любого {\displaystyle x} из гильбертова пространства. Для положительного оператора используют обозначение {\displaystyle A\geq 0}. Иногда нулевой оператор не относят к положительным операторам и пишут {\displaystyle A>0}, если оператор {\displaystyle A} — положительный, и {\displaystyle A\geq 0}, если {\displaystyle A} — положительный или нулевой.
Ограниченный положительный оператор является самосопряжённым, и его спектр лежит на положительной полуоси {\displaystyle [0,\infty )}, причём это необходимое и достаточное условие. Неограниченный положительный оператор симметричен и допускает самосопряжённое расширение, также являющееся положительным оператором.

## Свойства
Для ограниченных линейных операторов выполняются следующие свойства.
- Если оператор {\displaystyle A\geq 0} и вещественное число {\displaystyle \alpha \geq 0}, то {\displaystyle \alpha A\geq 0}.
- Если {\displaystyle A\geq 0} и обратный оператор {\displaystyle A^{-1}} существует, то {\displaystyle A^{-1}\geq 0}.
- {\displaystyle A^{*}A\geq 0,\,AA^{*}\geq 0} для любого линейного оператора {\displaystyle A}. В частности, {\displaystyle A^{2}\geq 0} для любого самосопряжённого оператора {\displaystyle A}. Следовательно, примером положительного оператора может служить любой оператор проектирования[2].
- Произведение двух перестановочных положительных операторов также положительный оператор[5].
- Для положительного оператора {\displaystyle A} и любых элементов {\displaystyle x,y} гильбертова пространства выполняется обобщённое неравенство Шварца:

{\displaystyle |(Ax,y)|^{2}\leq (Ax,x)(Ay,y)}.

### Квадратный корень
У каждого ограниченного положительного оператора {\displaystyle A} существует единственный положительный квадратный корень, то есть такой оператор {\displaystyle B}, что {\displaystyle B^{2}=A}. Если оператор {\displaystyle A} обратим, то {\displaystyle B} тоже обратим. Квадратный корень {\displaystyle B} перестановочен с любым оператором, перестановочным с {\displaystyle A}.

### Полярное разложение
Любой ограниченный линейный оператор {\displaystyle T} в гильбертовом пространстве обладает разложением {\displaystyle T=UP}, где {\displaystyle P} — положительный оператор, {\displaystyle U} — частичная изометрия. Если {\displaystyle T} — нормальный оператор, то оператор {\displaystyle U} в полярном разложении унитарный.

## Отношение порядка
На множестве симметричных операторов вводится частичное отношение порядка: {\displaystyle A\geq B} или {\displaystyle B\leq A}, если оператор {\displaystyle A-B} — положительный, иначе говоря, {\displaystyle (Ax,x)\geq (Bx,x)} для любого {\displaystyle x} из гильбертова пространства. Данное отношение порядка обладает следующими свойствами.
- Если {\displaystyle A\geq B} и {\displaystyle C\geq D}, то {\displaystyle A+C\geq B+D}.
- Если {\displaystyle A\geq B} и {\displaystyle B\geq C}, то {\displaystyle A\geq C}.
- Если {\displaystyle A\geq B} и {\displaystyle c>0}, то {\displaystyle cA\geq cB}.
- Любая монотонная ограниченная последовательность симметричных операторов сходится к некоторому симметричному оператору[2][6].

## Полуограниченный оператор
Симметричный оператор {\displaystyle S} называется полуограниченным снизу, если существует действительное число {\displaystyle c} такое, что
{\displaystyle (Sx,x)\geq c(x,x)}
для любого {\displaystyle x} из области определения оператора {\displaystyle S}; наибольшее из всех значений {\displaystyle c}, для которых выполняется это неравенство, называется нижней гранью оператора {\displaystyle S}. Аналогично определяется оператор, полуограниченный сверху, и его верхняя грань.
Положительный оператор является частным случаем полуограниченного снизу оператора. С другой стороны, любой полуограниченный оператор может быть выражен через положительный оператор {\displaystyle P} посредством одной из следующих формул:
{\displaystyle S=P+cI,\quad S=-P+cI,}
где {\displaystyle I} — единичный оператор.
Расширение по Фридрихсу. Всякий полуограниченный симметричный оператор {\displaystyle S} (в частности, положительный оператор) может быть расширен до некоторого полуограниченного самосопряжённого оператора {\displaystyle A}, причём оператор {\displaystyle A} будет иметь ту же (верхнюю или нижнюю) грань, что и {\displaystyle S}.

## Случай конечномерного пространства
Симметрический оператор {\displaystyle S} (оператор с симметричной матрицей) в евклидовом пространстве {\displaystyle R} называется неотрицательным, если {\displaystyle (Sx,x)\geq 0} для любого {\displaystyle x\in R}. В этом случае квадратичная форма {\displaystyle (Sx,x)} называется неотрицательной, а матрица оператора {\displaystyle S} — неотрицательно определённой.
Симметрический оператор {\displaystyle S} называется положительно определённым, если для любого вектора {\displaystyle x\neq 0} из {\displaystyle R} {\displaystyle (Sx,x)>0}. В этом случае квадратичная форма {\displaystyle (Sx,x)} и матрица оператора {\displaystyle S} называются положительно определёнными.
Определить, является ли матрица положительно или неотрицательно определённой, можно при помощи критерия Сильвестра.

## Пример
Примером полуограниченного снизу оператора может служить оператор Штурма-Лиувилля
{\displaystyle Au(x)=-(p(x)u'(x))'+q(x)u(x),}
где
{\displaystyle p(x)\geq 0,\quad q(x)\geq q_{0},\quad (0\leq x\leq 1),}
если его рассматривать в пространстве {\displaystyle L_{2}(0,1)}, отнеся к области определения функции {\displaystyle u(x)}, дважды непрерывно дифференцируемые и удовлетворяющие условиям
{\displaystyle u(0)=0,\quad u'(1)+hu(1)=0,}
где {\displaystyle h\geq 0} — некоторая постоянная; функции {\displaystyle p(x),p'(x),q(x)} также предполагаются непрерывными. Действительно, можно проверить прямым подсчётом, что
{\displaystyle (Au,u)=hp(1)|u(1)|^{2}+\int \limits _{0}^{1}p(x)|u'(x)|^{2}dx+\int \limits _{0}^{1}q(x)|u(x)|^{2}dx\geq \int \limits _{0}^{1}q_{0}|u(x)|^{2}dx=q_{0}(u,u).}.
Если {\displaystyle q_{0}\geq 0}, то оператор положительный.